# Leč (Skuhrov)
Leč (též Leč u pily) je vesnice, část obce Skuhrov v okrese Beroun ve Středočeském kraji. Nachází se asi 1,7 kilometru severně od Skuhrova. Na východ od vesnice leží Pustý rybník na Svinařském potoce.

## Historie
První písemná zmínka o vesnici pochází z roku 1781.

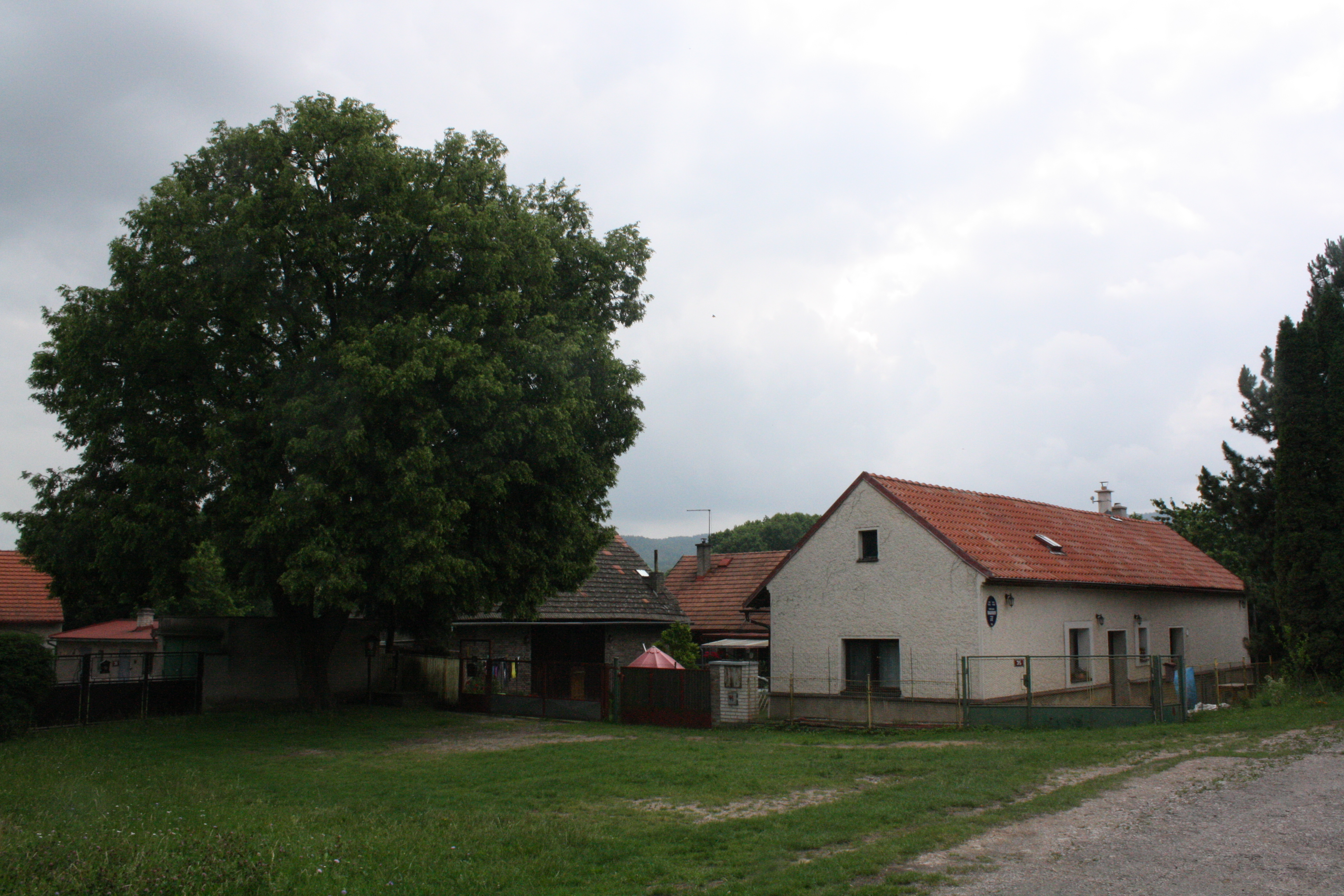
Památná lípa v Leči

Jako osada obce vznikla roku 1880. V následujícím období byla osada úředně zrušena a jako část obce byla obnovena 16. října 2001. Jmenuje se podle sousední Leče, ke které historicky patřila.

## Obyvatelstvo
| Rok            | 1869 | 1880 | 1890 | 1900 | 1910 | 1921 | 1930 | 1950 | 1961 | 1970 | 1980 | 1991 | 2001 | 2011 | 2021 |
| -------------- | ---- | ---- | ---- | ---- | ---- | ---- | ---- | ---- | ---- | ---- | ---- | ---- | ---- | ---- | ---- |
| Počet obyvatel | 58   | 52   | 58   | 68   | 45   | 44   | 43   | 34   | 0    | 36   | 28   | 17   | 8    | 18   | 18   |
| Počet domů     | 10   | 9    | 8    | 9    | 8    | 8    | 8    | 0    | 0    | 8    | 9    | 8    | 8    | 8    | 7    |